# Distretto di Cha-uat
Il distretto di Cha-uat (in thailandese: ชะอวด) è un distretto (amphoe) della Thailandia, situato nella provincia di Nakhon Si Thammarat.